# Les Beaudottes
La cité des Beaudottes est un grand ensemble à 74 % HLM situé à Sevran (Seine-Saint-Denis). Le quartier compte près de 10 600 habitants actuellement.
Les Beaudottes sont classés quartier prioritaire, au sein d'une très vaste zone regroupant plusieurs autres quartiers, y compris la cité des 3000 à Aulnay-sous-Bois.

## Histoire
L’histoire de ce nom repose sur Jean Baudot, neveu de Philippe de Sailly, écuyer, seigneur de Sevran, et de la Fossée en partie, fin XVIe siècle dont la sœur Marguerite avait épousé un sieur Charles Baudot.
À la fin du XVIe siècle la seigneurie de Sevran est entre les mains de la famille de Sailly dont le dernier du nom se nomme Philippe. Une sœur de Philippe Marguerite, épouse donc Charles Baudot. De cette union naît un fils Jean Baudot qualifié de "noble homme portant de gueules à chevron brisé d'or accompagné de trois molettes d'éperon aussi d'or deux en chef et l'autre en pointe". Le 23 mai 1533 Jean Baudot abandonne à son oncle Philippe de Sailly la part lui revenant dans la succession de sa mère dans la terre de Sevran.
À son tour Philippe de Sailly ayant réunifié la seigneurie donne le 1er mai 1535 tous ses biens à son fils Jean et en cas de décès de ce dernier aux enfants de sa sœur Jacqueline épouse de Charles Maheut. Jean de Sailly étant mort sans postérité le 17 mai 1542 la seigneurie de Sevran revient donc aux enfants de Charles Maheut devenu seigneur de Sevran.
La famille Baudot ne fait donc qu'une brève apparition dans l'histoire de Sevran, mais suffisamment pour qu'une terre prenne le nom de "la Baudotte".
Cette terre sera érigée en fief le 8 mai 1577. Au décès de Charles Maheut survenu le 29 mai 1587 ses biens réunifiés sont partagés entre ses enfants et le fief de la Baudotte attribué à deux d'entre eux, Valère et Michel, qui en procèdent au partage le 13 juin 1601. Le fief de la Baudotte devient dorénavant les Beaudottes.
Ces deux parties ont ensuite un destin différent : celle attribuée à Michel Maheut sera réunie au fief de la Fossée en 1608 et l'autre, attribuée à Valère Maheut, au fief de Compiègne en 1640.
Ce fief de Beaudottes consistait en 1650 en un corps de ferme situé sur la place de Sevran à l'angle de la rue de Gabriel Péri et de diverses terres.
Cette ferme jouxtait les bâtiments de la ferme seigneuriale. Nous pouvons voir sur une carte postale ces deux corps de ferme qui existèrent jusque dans les années 1920.

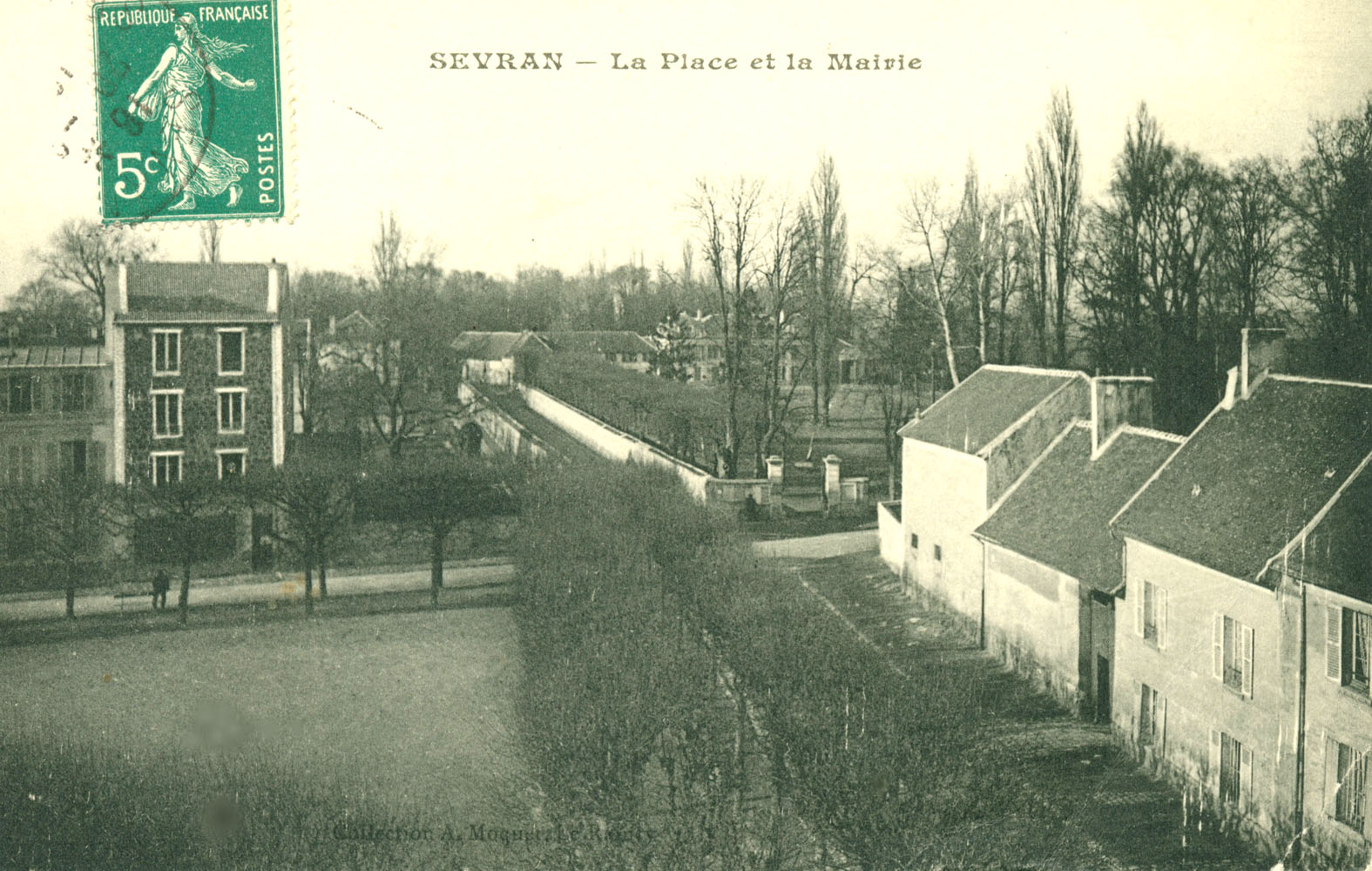
Ferme des Beaudottes à gauche accolée à la ferme seigneuriale à droite, ces deux corps de fermes existèrent jusque dans les années 1920.

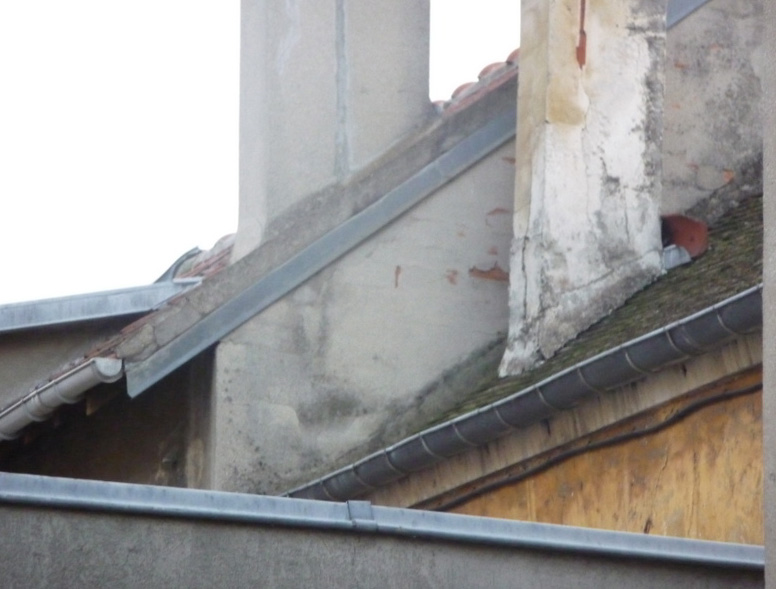
Pan de mur des vestiges d'une grange des Beaudottes avec sa peinture XIXe siècle, prise en 2018.

En 2022, à la suite de la mort de Jean-Paul Benjamin, habitant le quartier et tué par un policier, cinq nuits d’émeutes, entre jeunes et forces de l’ordre avec 42 interpellations et une quinzaine de comparutions immédiates, se déroulent dans le quartier Les Beaudottes.

## Origine du nom et création du quartier
Créé dès la fin des années 1950, le quartier des Beaudottes forment un ensemble de quatre secteurs d'habitations :
– le secteur Savigny, créé entre 1957 et 1960 ;
– les Vieilles Beaudottes, créé entre 1972 et 1973 ;
– le secteur du collège Galois, créé entre 1982 et 1992 ;
– le secteur des Nouvelles Beaudottes, formé lui aussi entre 1982 et 1992.
Comme des centaines d'autres quartiers franciliens et français en général, les Beaudottes furent créées en réponse au problème du baby-boom dans les années 1950, mais aussi face à l'arrivée massive d'immigrés en Seine-Saint-Denis et face au phénomène d'exode rural.

## Équipements publics
- Centre social Marcel-Paul
- Collège Evariste Galois
- Beau-Sevran, un ensemble commercial.
- Micro-folie

## Transports en commun
Le quartier dispose d’une gare de la ligne B du RER (Gare de Sevran - Beaudottes) et de plusieurs lignes des réseaux d'autobus d'Île-de-France (RATP, Terres d'Envol).

## Personnalités liées aux Beaudottes
- 13 Block, groupe de rap.
- Maes, rappeur.